# Peristernia rollandi
Peristernia rollandi is een slakkensoort uit de familie van de Fasciolariidae. De wetenschappelijke naam van de soort is voor het eerst geldig gepubliceerd in 1861 door Bernardi & Crosse.